# Collabium chapaense
Collabium chapaense là một loài thực vật có hoa trong họ Lan. Loài này được (Gagnep.) Seidenf. & Ormerod mô tả khoa học đầu tiên năm 2001.